# 금마도서관
금마도서관은 전북특별자치도 익산시에 있는 공립 도서관이다.

## 연혁
- 2021년 1월 13일 개관.